# Flagelliphantes flagellifer
Flagelliphantes flagellifer is een spinnensoort in de taxonomische indeling van de hangmatspinnen (Linyphiidae).
Het dier behoort tot het geslacht Flagelliphantes. De wetenschappelijke naam van de soort werd voor het eerst geldig gepubliceerd in 1988 door Andrei V. Tanasevitch.